# Martina Beck
Martina Beck, född Glagow 21 september 1979 i Garmisch-Partenkirchen, Västtyskland, är en tysk skidskytt. Hon är bosatt i Mittenwald i Bayern och är till yrket gränspolis. Hennes mest framgångsrika säsong var 2002/03 då hon var första tyska att vinna den totala världscupen. Hon har vunnit 14 individuella världscupsegrar. Hon avslutade sin karriär efter säsongen 2009/2010.

## Meriter i världscupen
- Världscupen totalt
  - 2003: 1:a
  - 2006: 3:a
- Världscupen, delcuper
  - 2001:
    - Masstart - 3:a

  - 2003:
    - Jaktstart – 1:a
    - Sprint - 2:a

  - 2004:
    - Distans – 3:a

  - 2005:
    - Distans – 2:a

  - 2006:
    - Masstart – 1:a

  - 2007:
    - Distans - 3:a

  - 2008:
    - Distans - 1:a
- Världscuptävlingar: 14 segrar individuellt